# Maiori

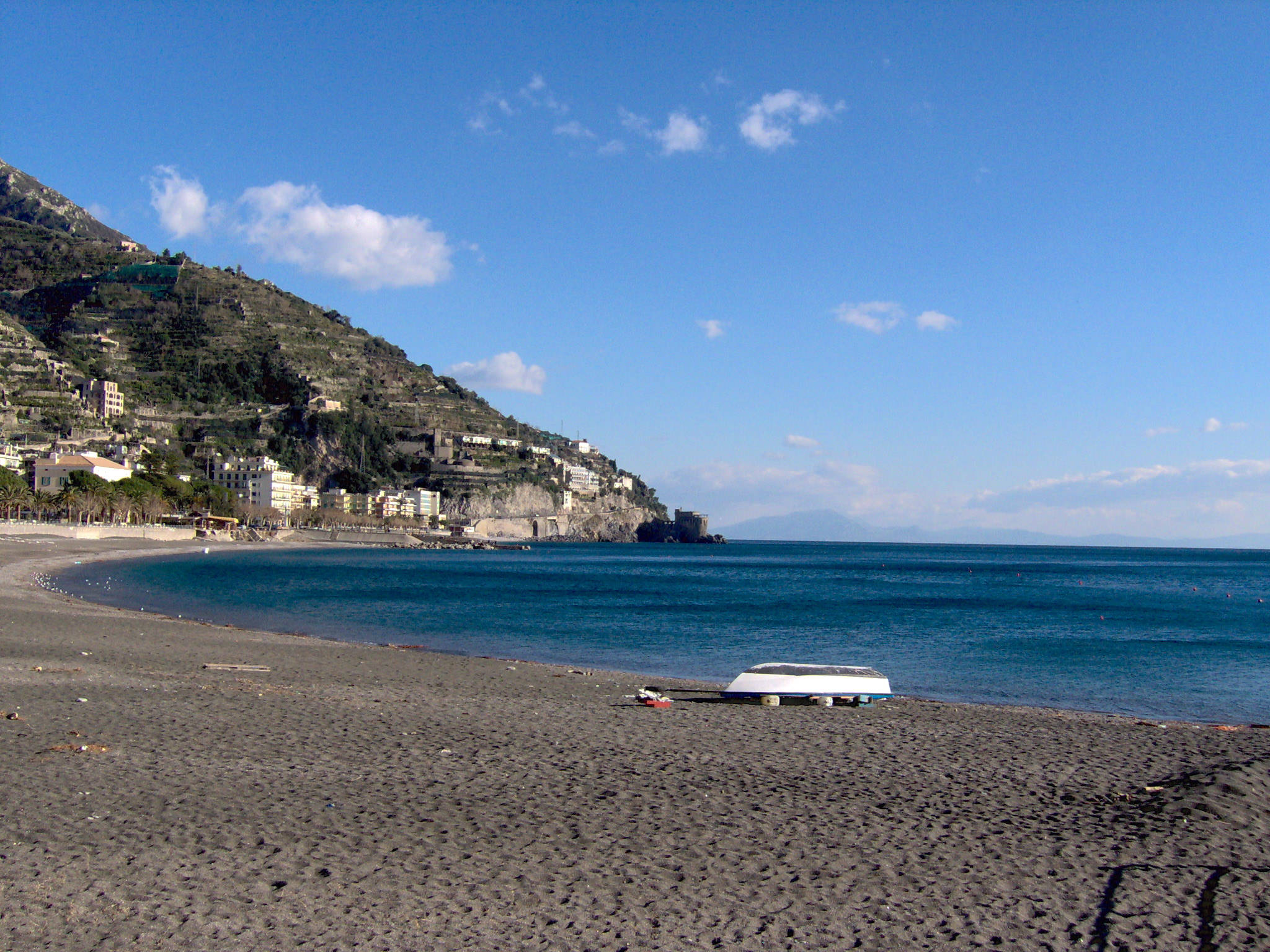
Plaża w Maiori

Maiori – miejscowość i gmina we Włoszech, w regionie Kampania, w prowincji Salerno.
Według danych na rok 2004 gminę zamieszkiwało 5745 osób, 359,1 os./km².